# Damnatz
Damnatz – miejscowość i gmina położona w niemieckim kraju związkowym Dolna Saksonia, w powiecie Lüchow-Dannenberg. Należy do gminy zbiorowej (niem. Samtgemeinde) Elbtalaue.

## Położenie geograficzne
Damnatz leży nad samą Łabą ok. 54 km na wschód od Lüneburga i ok. 7,5 km na północny wschód od Dannenberg (Elbe).
Od zachodu sąsiaduje z Dannenberg (Elbe), a od południa z gminą Gusborn. Od wschodu na Łabie graniczy z Meklemburgią-Pomorzem Przednim; w tym z miastem Dömitz będącym siedzibą urzędu Dömitz-Malliß w powiecie Ludwigslust-Parchim. Na północnym wschodzie i północy, również przez Łabę graniczy z gminą Amt Neuhaus w powiecie Lüneburg.

## Dzielnice gminy
W skład gminy Damnatz po reformie obszarów gminnych z 1972 wchodzą następujące dzielnice: Barnitz, Damnatz, Jasebeck, Kamerun, Landsatz, Siedlung Jasebeck i Uhlenhorst.

## Historia
Nie ma wcześniejszych wzmianek o tej miejscowości. Pośrodku Damnatz stoi kościół z XVII wieku o konstrukcji muru pruskiego.

## Komunikacja
Damnatz znajduje się ok. 3 km od drogi B191 prowadzącej z Ludwigslust do Celle przez Dannenberg (Elbe).